# Pavlo Chnykin
Pavlo Viktorovyč Chnykin (in ucraino Павло Вікторович Хникін?, in russo Павел Викторович Хныкин?, Pavel Viktorovič Chnykin; 5 aprile 1969) è un ex nuotatore ucraino, fino al 1991 sovietico.
Specializzato nello stile libero ha vinto la medaglia d'argento nella staffetta 4x100 m sl alle Olimpiadi di Barcellona 1992.

## Palmarès
- Olimpiadi

Barcellona 1992: argento nella 4x100m sl e nella 4x100m misti.
- Europei

Atene 1991: oro nella 4x100m sl.
Sheffiled 1993: bronzo nei 100m sl.
Helsinki 2000: bronzo nella 4x100m misti.
- Universiade

Buffalo 1993: bronzo nei 100m sl.